# Lophochorista klagesi
Lophochorista klagesi là một loài bướm đêm trong họ Geometridae.